# بيتا غورني
بيتا غورني (الاسم العلمي: Hydrornis gurneyi) (بالإنجليزية: Gurney's Pitta)‏ هي نوع من الطيور تتبع جنس البيتا المخطط من فصيلة طيور البيتا.